# Ерівань (фрегат, 1829)
«Ерівань» (рос. «Эривань») — вітрильний 60-гарматний фрегат Чорноморського флоту Російської імперії. Названий на згадку про захоплення російськими військами 1 жовтня 1827 року фортеці Ерівань під час Російсько-перської війни 1826—1828 років.

## Історія
Закладений у Миколаєві у 15 березня 1828 року на приватній верфі Михеїла Серебряного, головний будівник — полковник корпусу корабельних інженерів О. К. Каверзнєв. Один із шести 60-гарматних фрегатів типу «Тенедос», побудованих у Миколаєві під наглядом адмірала і військового губернатора міста О. С. Грейга. За розмірами і озброєнням вони не сильно поступалися 74-гарматним лінійним кораблям і іноді іменувалися 60-гарматними кораблями.
Після спуску на воду 30 травня 1829 року перейшов до Севастополя і увійшов до складу Чорноморського флоту Російської імперії.
У вересні 1829 року доставив із Севастополя в Бургас полонених турків. 1 жовтня того ж року приєднався до флоту біля міста Месемврія і разом з ним до 17 жовтня повернувся в Севастополь. У 1830 році брав участь у перевезенні російських військ із портів Румелії в Росію у складі ескадри контрадмірала М. М. Кумані. 
Повертаючись із Созополя до Севастополя, на борт корабля «Ерівань» надійшли моряки, хворі на тиф. Коли ж судно прибуло до Севастополя, місто знаходилося у карантинному положенні через спалах чуми. За спогадами корабельного лікаря Н. І. Закревського, він особисто став свідком жорстокого поводження влади із севастопольцями, які пізніше підняли так званий «чумний бунт» проти влади міста. 
Вісімдесят хворих нижніх чинів команди фрегата «Ерівань» були звезені на фрегат «Скорий», спеціально призначений під тимчасовий шпиталь. На «Скорому» ж належним чином не було підготовлено нічого. За кількістю хворих не вистачало ані матраців, ані ковдр, ані теплих халатів. Необхідного посуду, перев'язувальних матеріалів та припасів не відпускали, а наказували обходитися наявними на фрегаті «Ерівань», на якому давно все було витрачено. Через таке ставлення протягом одного тижня з 80 хворих членів екіпажу, кинутих на фрегаті «Скорий», померло 60 осіб. Решта згодом була взята до шпиталю.
У 1831 році виходив у крейсерство біля кавказького узбережжя. 27 липня у складі загону висадив десант і вів обстріл укріплень кавказьких військ у Геленджицькій бухті.
У 1833 році брав участь в експедиції Чорноморського флоту на Босфор. 2 лютого вийшов із Севастополя у складі ескадри контрадмірала М. П. Лазарєва і до 8 лютого прибув у Буюк-Дере. З 1 квітня до 15 травня ходив до протоки Дарданелли для огляду фортець півострова Галліполі, після чого повернувся до флоту, що стояв у Буюк-Дере. 28 червня, прийнявши на борт війська, з ескадрою вийшов із Босфору і, висадивши війська у Феодосії, 22 липня повернувся до Севастополя.
У складі ескадр перебував у практичних плаваннях у Чорному морі в 1834—1836 роках.
У 1837 році був виведений зі списку флоту і переобладнаний в блокшив.

## Командири
- П. М. Вукотич (30 травня — 5 вересня 1829);
- Є. І. Колтовський (5 вересня 1829 — 1830);
- Я. Я. Шостенко (1830);
- А. С. Ушаков (1830 — травень 1833);
- А. М. Григор'єв (травень 1833 — 1834);
- П. І. Щербачов (1834—1836);
- П. М. Вукотич (1836).